# Odeska Wytwórnia Filmowa
Odeska Wytwórnia Filmowa (ukr. Одеська кіностудія, ros. Одесская киностудия) – ukraińska, wcześniej radziecka wytwórnia filmowa z siedzibą w Odessie. Założona w 1919, była jedną z pierwszych wytwórni filmowych w Związku Radzieckim. 
Jest częściowo własnością państwową i znajduje się pod nadzorem Funduszu Mienia Państwowego Ukrainy oraz Ministerstwa Kultury. Wraz z kijowską Wytwórnią Filmową im. Dowżenki, należy do głównych i jedynych państwowych producentów filmowych w kraju.

## Historia
Wytwórnia została założona 23 maja 1919 decyzją Komitetu Wykonawczego Guberni Odeskiej, z pozostałości po prywatnych wytwórniach filmowych Myrona Grossmana, Dmitrija Charitonowa i Borisowa. Wytwórnie te zaczęły podupadać po wojnie domowej w Rosji i wojnie o niepodległość Ukrainy – ich właściciele wyemigrowali z powodu prześladowań politycznych. Studio Grossmana „Myrograf” działało w Odessie już od 1907 i uznawane jest za najstarszą wytwórnię filmową na terenie dzisiejszej Ukrainy. Początkowo nosiła nazwę: „Sekcja filmów politycznych przy wydziale politycznym 41. Dywizji Armii Czerwonej”, a pierwszym filmem fabularnym zrealizowanym pod tym szyldem był Pauki i muchi.
W 1930 WUFKU zostało zreorganizowane w Ukrainafilm, podległe ogólnoradzieckiemu Sojuzkino.
W czasie II wojny światowej studio działało jako część Taszkenckiej Wytwórni Filmowej. Do Odessy powróciło w 1954.
W 1956 powstał pierwszy film po wojnie – Wiosna na ulicy Zarzecznej – który zapoczątkował nowy rozdział w historii studia. Ten okres stał się czasem twórczego rozkwitu, w którym w Odessie kręcono wiele znanych filmów, a pracowali tu m.in. reżyserzy tacy jak Wasilij Szukszyn, Georgij Jungwald-Chilkiewicz czy Kira Muratowa. W 1969, z okazji 50-lecia studia, stworzono słynny symbol – brygantynę, której towarzyszył dźwięk dzwonków statkowych.
W latach 70. i 80. wytwórnia stała się jednym z liderów w produkcji filmów w ZSRR, zwłaszcza w zakresie kina przygodowego i dziecięcego. W tym czasie powstały takie kultowe produkcje jak Przygody Elektronika, Kurierzy dyplomatyczni, D’Artagnan i trzej muszkieterowie czy Zwykłe i niewiarygodne przygody Piętrowa i Waseczkina. W tym okresie Odessa stała się miejscem, do którego przyjeżdżali reżyserzy z całego ZSRR, chcąc wykorzystać wyjątkowy lokalny koloryt i morze.
Po rozpadzie ZSRR, w latach 90. XX wieku, studio znalazło się w trudnej sytuacji ekonomicznej, jednak mimo to nie zaprzestało działalności, kontynuując produkcję filmów i dokumentów.
W 2005 wytwórnia została przekształcona w zamkniętą spółkę akcyjną, w której większość udziałów posiada państwo.
W 2019 Odeskie Studio obchodziło 100-lecie, będąc jednym z najstarszych ośrodków kinematograficznych w Ukrainie, z ponad 700 wyprodukowanymi filmami. Studio stało się ikoną ukraińskiego kina, produkując zarówno filmy fabularne, jak i dokumentalne. W tym samym roku Narodowy Bank Ukrainy wyemitował pamiątkową monetę z okazji 100-lecia Odeskiej Wytwórni Filmowej. Ukraińska poczta wydała także jubileuszowy znaczek poświęcony temu wydarzeniu.
W 20202 50%+2 akcji Odeskiej Wytwórni Filmowej znajdowało się w rękach państwa. Pozostałą część akcji posiadała spółka z ograniczoną odpowiedzialnością Medija Koworkinh oraz Ołeksandr Morozow.

## Muzeum Kina
Na terenie Odeskiej Wytwórni Filmowej znajdują się dwa muzeum związane z historią produkcji filmowej: Muzeum Ekspozycji Kina oraz Muzeum Techniki Kina. Są to jedne z nielicznych tego typu placówek w Ukrainie.
Muzeum Ekspozycji Kina znajduje się w pawilonie nr 5, gdzie zgromadzono bogatą kolekcję kostiumów, rekwizytów oraz innych artefaktów związanych z filmami. Eksponaty pochodzą z produkcji, które stały się klasykami kina, takich jak D’Artagnan i trzej muszkieterowie czy Gdzie jest Czarny Kot?. W muzeum zachowana jest realistyczna dekoracja sal, która pozwala odwiedzającym poczuć atmosferę czasów, w których żyli bohaterowie filmów.
Muzeum Techniki Kina znajduje się w pawilonie nr 1, gdzie prezentowane są różnorodne urządzenia i techniki wykorzystywane w produkcji filmowej. Odwiedzający mogą zobaczyć sprzęt filmowy i oświetleniowy, a także akcesoria operatorskie, projekcyjne i nagraniowe. W muzeum można zobaczyć także modele specjalistycznych pojazdów oraz lokalizację garażu z filmu Przygody Elektronika. W jednym z pomieszczeń znajduje się kącik poświęcony Władimirowi Wysockiemu. Dodatkowo, w muzeum znajduje się sala projekcyjna, w której wyświetlane są filmy Odeskiej Wytwórni Filmowej na oryginalnych taśmach 35 mm.